# カプラコッタ
カプラコッタ（イタリア語: Capracotta）は、イタリア共和国モリーゼ州イゼルニア県にある、人口約900人の基礎自治体（コムーネ）。

## 地理

### 位置・広がり
イゼルニア県北部のコムーネである。

#### 隣接コムーネ
隣接するコムーネは以下の通り。
- アニョーネ
- カステル・デル・ジューディチェ
- ペスコペンナターロ
- サン・ピエトロ・アヴェッラーナ
- サンタンジェロ・デル・ペスコ
- ヴァストジラルディ

### 気候
2015年3月5日、18時間で256センチの降雪があり、24時間降雪量の世界新記録となった。